# 网纹虫属
网纹虫属（学名：Favella）是滑壳科下的一个属。

## 下属物种
本属包括以下物种：
- Favella plicatula (Reuss, 1850) Ruggieri, 1950